# Rodolfo Fernandes
Rodolfo Fernandes este un oraș în Rio Grande do Norte (RN), Brazilia.